# Distephanus
Distephanus es un género de plantas fanerógamas perteneciente a la familia de las asteráceas. Comprende 31 especies descritas y de estas, solo 23 aceptadas.

## Taxonomía
El género fue descrito por Alexandre Henri Gabriel de Cassini y publicado en Bull. Sci. Soc. Philom. Paris 1817: 151. 1817. La especie tipo es Distephanus populifolius (Lam.) Cass.

## Especies aceptadas
A continuación se brinda un listado de las especies del género Distephanus aceptadas hasta julio de 2012, ordenadas alfabéticamente. Para cada una se indica el nombre binomial seguido del autor, abreviado según las convenciones y usos.
- Distephanus angolensis (O.Hoffm.) H.Rob. & B.Kahn
- Distephanus angulifolius (DC.) H.Rob. & B.Kahn
- Distephanus anisochaetoides (Sond.) H.Rob. & B.Kahn
- Distephanus antandroy (Humbert) H.Rob. & B.Kahn
- Distephanus cloiselii (Moore) H.Rob. & B.Kahn
- Distephanus divaricatus (Steetz) H.Rob. & B.Kahn
- Distephanus eriophyllus (Drake) H.Rob. & B.Kahn
- Distephanus garnierianus (Klatt) H.Rob. & B.Kahn
- Distephanus glandulicinctus (Humbert) H.Rob. & B.Kahn
- Distephanus glutinosus (DC.) H.Rob. & B.Kahn
- Distephanus lastellei (Drake) H.Rob. & B.Kahn
- Distephanus mahafaly (Humbert) H.Rob. & B.Kahn
- Distephanus majungensis (Humbert) H.Rob. & B.Kahn
- Distephanus malacophytus (Baker) H.Rob. & B.Kahn
- Distephanus manambolensis (Humbert) H.Rob. & B.Kahn
- Distephanus mangokensis (Humbert) H.Rob. & B.Kahn
- Distephanus ochroleucus (Baker) H.Rob. & B.Kahn
- Distephanus plumosus (O.Hoffm.) Mesfin
- Distephanus polygalifolius (Less.) H.Rob. & B.Kahn
- Distephanus streptocladus (Baker) H.Rob. & B.Kahn
- Distephanus subluteus (Scott-Elliot) H.Rob. & B.Kahn
- Distephanus swinglei (Humbert) H.Rob. & B.Kahn
- Distephanus trinervis Bojer ex DC.